# Riverie
 Riverie  ist eine französische Gemeinde mit 307 Einwohnern (Stand 1. Januar 2022) im Département Rhône in der Region Auvergne-Rhône-Alpes. Sie gehört zum Arrondissement Lyon und zum Kanton Mornant.

## Nachbargemeinden
Nachbargemeinden von Riverie sind Sainte-Catherine und Saint-Didier-sous-Riverie.

## Weblinks

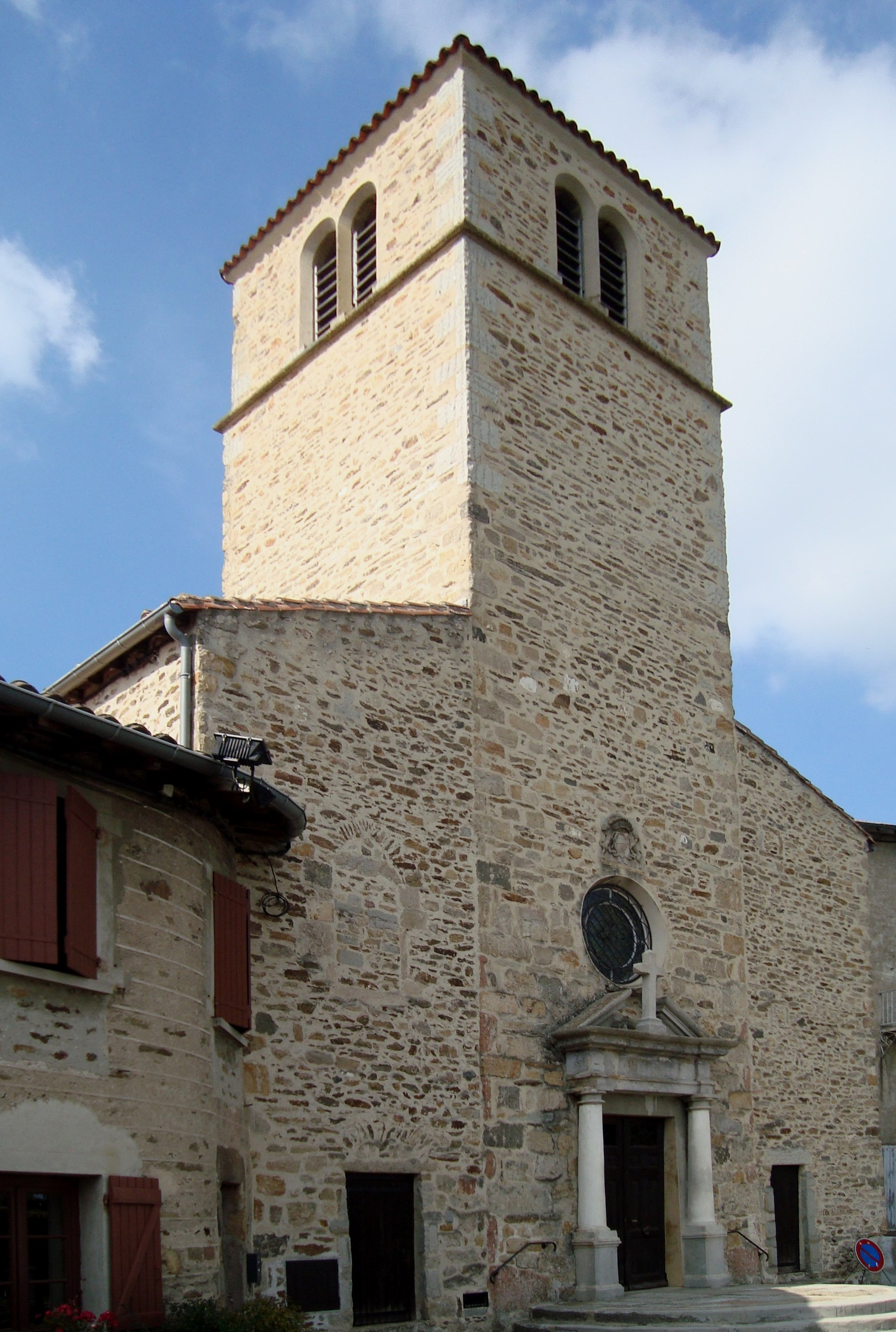
Kirche Conversion-de-Saint-Paul

## Bevölkerungsentwicklung
| Jahr                       | 1962 | 1968 | 1975 | 1982 | 1990 | 1999 | 2017 |
| Einwohner                  | 158  | 200  | 250  | 191  | 208  | 267  | 322  |
| Quellen: Cassini und INSEE |      |      |      |      |      |      |      |

## Sehenswürdigkeiten
- Kirche St-Paul